# Fosfinoxid

generell strukturformel

Fosfinoxider är fosfororganiska föreningar med den generella strukturformeln OPR3, där R är en alkylgrupp eller en arylgrupp. Fosfinoxider anses vara de mest stabila fosfororganiska föreningarna; trifenylfosfinoxid och trimetylfosfinoxid sönderfaller endast över 450 °C.

## Tillverkning
Fosfinoxider uppstår oftast som biprodukter i Wittigreaktionen:
R3PCR'2  +  R"2CO   →  R3PO  +  R'2C=CR"2
Ett annat vanligt sätt att framställa fosfinoxider är termolys av fosfoniumhydroxider. På laboratorieskala framställs fosfinoxider vanligtvis genom oxidation, ofta oavsiktligt, av fosfiner:
2 R3P  + O2 → 2 R3PO